# 댄 민츠
댄 민츠(Dan Mintz, 1981년 4월 1일 ~ )는 미국의 배우이자 성우이다.